# Topolog
Topolog là một xã thuộc hạt Tulcea, România. Dân số thời điểm năm 2002 là 5055 người.